# Transports en commun de Tarbes-Lourdes-Pyrénées
 (novembre 2023).
TLP Mobilités est le réseau de transport en commun desservant les communes de la Communauté d'agglomération Tarbes-Lourdes-Pyrénées depuis le 17 octobre 2020.

## Histoire

Logo de l'exploitant.

TLP Mobilités est né de la fusion des réseaux Alezan de l'ancienne communauté d’agglomération du Grand Tarbes, Moncitybus de la ville de Lourdes et de la navette TLP de la région Occitanie à l'intérieur de l'agglomération TLP.
Le réseau est exploité par Keolis Tarbes Lourdes Pyrénées pour la période 2020 à 2028.

## Lignes du réseau
Le réseau TLP Mobilités comporte 13 lignes autour de Tarbes, dénommées T1 à T13 (T pour Tarbes), 1 ligne reliant Tarbes à Lourdes en passant par l'Aéroport de Tarbes-Lourdes-Pyrénées dénommée TL (T pour Tarbes, L pour Lourdes) et de 5 lignes à Lourdes dénommées L1 à L5 (L pour Lourdes).

### Lignes de Tarbes
| Ligne | Caractéristiques | Caractéristiques                                                   | Caractéristiques                                                   | Caractéristiques                                                   | Caractéristiques                                                   | Caractéristiques                                                   | Caractéristiques                                                   | Caractéristiques                                                   | Caractéristiques                                                   |
| T1    | Tarbes — Hôpital ⥋ Ibos — Méridien / Mairie | Tarbes — Hôpital ⥋ Ibos — Méridien / Mairie                        | Tarbes — Hôpital ⥋ Ibos — Méridien / Mairie                        | Tarbes — Hôpital ⥋ Ibos — Méridien / Mairie                        | Tarbes — Hôpital ⥋ Ibos — Méridien / Mairie                        | Tarbes — Hôpital ⥋ Ibos — Méridien / Mairie                        | Tarbes — Hôpital ⥋ Ibos — Méridien / Mairie                        | Tarbes — Hôpital ⥋ Ibos — Méridien / Mairie                        | Tarbes — Hôpital ⥋ Ibos — Méridien / Mairie                        |
| ----- | --- | ------------------------------------------------------------------ | ------------------------------------------------------------------ | ------------------------------------------------------------------ | ------------------------------------------------------------------ | ------------------------------------------------------------------ | ------------------------------------------------------------------ | ------------------------------------------------------------------ | ------------------------------------------------------------------ |
| T1    | Ouverture / Fermeture 17 octobre 2020 / — | Longueur —                                                         | Durée 43 min                                                       | Nb. d’arrêts 31                                                    | Matériel Standards                                                 | Jours de fonctionnement L, Ma, Me, J, V, S                         | Jour / Soir / Nuit / Fêtes O / N / N / N                           | Voy. / an —                                                        | Exploitant Keolis TLP                                              |
| T1    | Desserte : - Villes et lieux desservis : Tarbes (Centre hospitalier, Clinique Ormeau Pyrénées, Piscine Boyrie, Ormeau E.Leclerc, Clinique Ormeau, Verdun, Gare SNCF, Lycée Reffye, Impôts, Collège Pyrénées, Lycée Adriana), Ibos (Pouey, Méridien, Mairie) - Gares desservies : Gare de Tarbes                                                                                 |                                                                    |                                                                    |                                                                    |                                                                    |                                                                    |                                                                    |                                                                    |                                                                    |
| T1    | Autre : - Fréquences (Heures Pointe/ Heures Creuses) : HP 20 min / HC 20 min - Particularités : Terminus à Ibos Mairie à certains services. Dernière mise à jour le 10 octobre 2020. |                                                                    |                                                                    |                                                                    |                                                                    |                                                                    |                                                                    |                                                                    |                                                                    |
| T1    | Dernière actualisation : — |                                                                    |                                                                    |                                                                    |                                                                    |                                                                    |                                                                    |                                                                    |                                                                    |
| T2    | Tarbes — Université ⥋ Tarbes — Laubadère | Tarbes — Université ⥋ Tarbes — Laubadère                           | Tarbes — Université ⥋ Tarbes — Laubadère                           | Tarbes — Université ⥋ Tarbes — Laubadère                           | Tarbes — Université ⥋ Tarbes — Laubadère                           | Tarbes — Université ⥋ Tarbes — Laubadère                           | Tarbes — Université ⥋ Tarbes — Laubadère                           | Tarbes — Université ⥋ Tarbes — Laubadère                           | Tarbes — Université ⥋ Tarbes — Laubadère                           |
| T2    | Ouverture / Fermeture 17 octobre 2020 / — | Longueur —                                                         | Durée 24 min                                                       | Nb. d’arrêts 21                                                    | Matériel Standards                                                 | Jours de fonctionnement L, Ma, Me, J, V, S                         | Jour / Soir / Nuit / Fêtes O / N / N / N                           | Voy. / an —                                                        | Exploitant Keolis TLP                                              |
| T2    | Desserte : - Villes et lieux desservis : Tarbes (Université, Solazur, Henri IV École, Cimetière La Sède, Verdun, Gare SNCF, Lycée Reffye, Impôts, Collège Paul-Éluard, Laubadère) - Gares desservies : Gare de Tarbes |                                                                    |                                                                    |                                                                    |                                                                    |                                                                    |                                                                    |                                                                    |                                                                    |
| T2    | Autre : - Fréquences (Heures Pointe/ Heures Creuses) : HP 20 min / HC 20 min - Particularités : Dernière mise à jour le 10 octobre 2020. |                                                                    |                                                                    |                                                                    |                                                                    |                                                                    |                                                                    |                                                                    |                                                                    |
| T2    | Dernière actualisation : — |                                                                    |                                                                    |                                                                    |                                                                    |                                                                    |                                                                    |                                                                    |                                                                    |
| T3    | Bazet — Mairie / Tarbes — Route de Bours ⥋ Tarbes — Bastillac | Bazet — Mairie / Tarbes — Route de Bours ⥋ Tarbes — Bastillac      | Bazet — Mairie / Tarbes — Route de Bours ⥋ Tarbes — Bastillac      | Bazet — Mairie / Tarbes — Route de Bours ⥋ Tarbes — Bastillac      | Bazet — Mairie / Tarbes — Route de Bours ⥋ Tarbes — Bastillac      | Bazet — Mairie / Tarbes — Route de Bours ⥋ Tarbes — Bastillac      | Bazet — Mairie / Tarbes — Route de Bours ⥋ Tarbes — Bastillac      | Bazet — Mairie / Tarbes — Route de Bours ⥋ Tarbes — Bastillac      | Bazet — Mairie / Tarbes — Route de Bours ⥋ Tarbes — Bastillac      |
| T3    | Ouverture / Fermeture 17 octobre 2020 / — | Longueur —                                                         | Durée 38 min                                                       | Nb. d’arrêts 34                                                    | Matériel Standards                                                 | Jours de fonctionnement L, Ma, Me, J, V, S                         | Jour / Soir / Nuit / Fêtes O / N / N / N                           | Voy. / an —                                                        | Exploitant Keolis TLP                                              |
| T3    | Desserte : - Villes et lieux desservis : Bazet (Mairie), Tarbes (Route de Bours, Foyer, Tarbes - Intermarché, Cimetière Nord, Arsenal, Jardin Massey, Verdun, Lycée Dupuy, Lycée Saint-Pierre, ENI, Résidence Étudiants, Lycée Lautréamont, Bastillac, CFA), Ibos (Route de Juillan, ZAC Pyrénées, Isaby) - Gares desservies : Aucune                                           |                                                                    |                                                                    |                                                                    |                                                                    |                                                                    |                                                                    |                                                                    |                                                                    |
| T3    | Autre : - Fréquences (Heures Pointe/ Heures Creuses) : HP 20 min / HC 20 min - Particularités : - Flexo montée : Les arrêts Route de Juillan, ZAC Pyrénées, Isaby sont desservis par réservation téléphonique. - Flexo descente : Les arrêts Route de Juillan, ZAC Pyrénées, Isaby sont desservis sur simple indication au conducteur. Dernière mise à jour le 10 octobre 2020. |                                                                    |                                                                    |                                                                    |                                                                    |                                                                    |                                                                    |                                                                    |                                                                    |
| T3    | Dernière actualisation : — |                                                                    |                                                                    |                                                                    |                                                                    |                                                                    |                                                                    |                                                                    |                                                                    |
| T4    | Tarbes — Château d'Urac ⥋ Tarbes — Parc des Expositions | Tarbes — Château d'Urac ⥋ Tarbes — Parc des Expositions            | Tarbes — Château d'Urac ⥋ Tarbes — Parc des Expositions            | Tarbes — Château d'Urac ⥋ Tarbes — Parc des Expositions            | Tarbes — Château d'Urac ⥋ Tarbes — Parc des Expositions            | Tarbes — Château d'Urac ⥋ Tarbes — Parc des Expositions            | Tarbes — Château d'Urac ⥋ Tarbes — Parc des Expositions            | Tarbes — Château d'Urac ⥋ Tarbes — Parc des Expositions            | Tarbes — Château d'Urac ⥋ Tarbes — Parc des Expositions            |
| T4    | Ouverture / Fermeture 17 octobre 2020 / — | Longueur —                                                         | Durée 32 min                                                       | Nb. d’arrêts 28                                                    | Matériel Standards                                                 | Jours de fonctionnement L, Ma, Me, J, V, S                         | Jour / Soir / Nuit / Fêtes O / N / N / N                           | Voy. / an —                                                        | Exploitant Keolis TLP                                              |
| T4    | Desserte : - Villes et lieux desservis : Tarbes (Château d'Urac, Sendère École, Collège Pyrénées, Déportation, Verdun, Hôtel de Police, Hôtel de Ville, Marcadieu, Tarbes Palais des Sports, Mouysset, Parc des Expositions) - Gares desservies : Aucune |                                                                    |                                                                    |                                                                    |                                                                    |                                                                    |                                                                    |                                                                    |                                                                    |
| T4    | Autre : - Fréquences (Heures Pointe/ Heures Creuses) : HP 30 min / HC 40 min - Particularités : Dernière mise à jour le 10 octobre 2020. |                                                                    |                                                                    |                                                                    |                                                                    |                                                                    |                                                                    |                                                                    |                                                                    |
| T4    | Dernière actualisation : — |                                                                    |                                                                    |                                                                    |                                                                    |                                                                    |                                                                    |                                                                    |                                                                    |
| T5    | Bordères-sur-l'Échez — Pyrénées ⥋ Tarbes — Verdun | Bordères-sur-l'Échez — Pyrénées ⥋ Tarbes — Verdun                  | Bordères-sur-l'Échez — Pyrénées ⥋ Tarbes — Verdun                  | Bordères-sur-l'Échez — Pyrénées ⥋ Tarbes — Verdun                  | Bordères-sur-l'Échez — Pyrénées ⥋ Tarbes — Verdun                  | Bordères-sur-l'Échez — Pyrénées ⥋ Tarbes — Verdun                  | Bordères-sur-l'Échez — Pyrénées ⥋ Tarbes — Verdun                  | Bordères-sur-l'Échez — Pyrénées ⥋ Tarbes — Verdun                  | Bordères-sur-l'Échez — Pyrénées ⥋ Tarbes — Verdun                  |
| T5    | Ouverture / Fermeture 17 octobre 2020 / — | Longueur —                                                         | Durée 30 min                                                       | Nb. d’arrêts 30                                                    | Matériel Standards                                                 | Jours de fonctionnement L, Ma, Me, J, V, S                         | Jour / Soir / Nuit / Fêtes O / N / N / N                           | Voy. / an —                                                        | Exploitant Keolis Pyrénées                                         |
| T5    | Desserte : - Villes et lieux desservis : Bordères-sur-l'Échez (Rue des Pyrénées, Liberté, Paix, Résistance), Tarbes (Collège Paul-Éluard, Hôtel des Impôts, Lycée Reffye, Gare SNCF, Verdun) - Gares desservies : Gare de Tarbes |                                                                    |                                                                    |                                                                    |                                                                    |                                                                    |                                                                    |                                                                    |                                                                    |
| T5    | Autre : - Fréquences (Heures Pointe/ Heures Creuses) : HP 20 min / HC 60 min - Particularités : Dernière mise à jour le 28 novembre 2020. |                                                                    |                                                                    |                                                                    |                                                                    |                                                                    |                                                                    |                                                                    |                                                                    |
| T5    | Dernière actualisation : — |                                                                    |                                                                    |                                                                    |                                                                    |                                                                    |                                                                    |                                                                    |                                                                    |
| T6    | Tarbes — Lauriers ⥋ Tarbes — Verdun | Tarbes — Lauriers ⥋ Tarbes — Verdun                                | Tarbes — Lauriers ⥋ Tarbes — Verdun                                | Tarbes — Lauriers ⥋ Tarbes — Verdun                                | Tarbes — Lauriers ⥋ Tarbes — Verdun                                | Tarbes — Lauriers ⥋ Tarbes — Verdun                                | Tarbes — Lauriers ⥋ Tarbes — Verdun                                | Tarbes — Lauriers ⥋ Tarbes — Verdun                                | Tarbes — Lauriers ⥋ Tarbes — Verdun                                |
| T6    | Ouverture / Fermeture 17 octobre 2020 / — | Longueur —                                                         | Durée 26 min                                                       | Nb. d’arrêts 23                                                    | Matériel Standards                                                 | Jours de fonctionnement L, Ma, Me, J, V, S                         | Jour / Soir / Nuit / Fêtes O / N / N / N                           | Voy. / an —                                                        | Exploitant Keolis TLP                                              |
| T6    | Desserte : - Villes et lieux desservis : Tarbes (Lauriers, Maison Formation, Lycée Sixte Vignon, Martinet, Marne, Marcadieu, Collège Desaix, Brauhauban, Verdun) - Gares desservies : Aucune |                                                                    |                                                                    |                                                                    |                                                                    |                                                                    |                                                                    |                                                                    |                                                                    |
| T6    | Autre : - Fréquences (Heures Pointe/ Heures Creuses) : HP 60 min / HC 60 min - Particularités : Dernière mise à jour le 10 octobre 2020. |                                                                    |                                                                    |                                                                    |                                                                    |                                                                    |                                                                    |                                                                    |                                                                    |
| T6    | Dernière actualisation : — |                                                                    |                                                                    |                                                                    |                                                                    |                                                                    |                                                                    |                                                                    |                                                                    |
| T7    | Juillan — Aéroport de Tarbes-Lourdes-Pyrénées ⥋ Tarbes — Gare SNCF | Juillan — Aéroport de Tarbes-Lourdes-Pyrénées ⥋ Tarbes — Gare SNCF | Juillan — Aéroport de Tarbes-Lourdes-Pyrénées ⥋ Tarbes — Gare SNCF | Juillan — Aéroport de Tarbes-Lourdes-Pyrénées ⥋ Tarbes — Gare SNCF | Juillan — Aéroport de Tarbes-Lourdes-Pyrénées ⥋ Tarbes — Gare SNCF | Juillan — Aéroport de Tarbes-Lourdes-Pyrénées ⥋ Tarbes — Gare SNCF | Juillan — Aéroport de Tarbes-Lourdes-Pyrénées ⥋ Tarbes — Gare SNCF | Juillan — Aéroport de Tarbes-Lourdes-Pyrénées ⥋ Tarbes — Gare SNCF | Juillan — Aéroport de Tarbes-Lourdes-Pyrénées ⥋ Tarbes — Gare SNCF |
| T7    | Ouverture / Fermeture 17 octobre 2020 / — | Longueur —                                                         | Durée 34 min                                                       | Nb. d’arrêts 24                                                    | Matériel Standards                                                 | Jours de fonctionnement L, Ma, Me, J, V, S                         | Jour / Soir / Nuit / Fêtes O / N / N / N                           | Voy. / an —                                                        | Exploitant Keolis TLP                                              |
| T7    | Desserte : - Villes et lieux desservis : Juillan (Aéroport de Tarbes-Lourdes-Pyrénées), Hôtel de Ville, École, Juillan - Intermarché), Odos (Odos Nord), Tarbes (Clinique Ormeau Pyrénées, Piscine Boyrie, Clinique Ormeau, Allée Leclerc, Verdun, Gare SNCF) - Gares desservies : Aucune                                                                                       |                                                                    |                                                                    |                                                                    |                                                                    |                                                                    |                                                                    |                                                                    |                                                                    |
| T7    | Autre : - Fréquences (Heures Pointe/ Heures Creuses) : HP 60 min / HC 120 min - Particularités : Dernière mise à jour le 10 octobre 2020. |                                                                    |                                                                    |                                                                    |                                                                    |                                                                    |                                                                    |                                                                    |                                                                    |
| T7    | Dernière actualisation : — |                                                                    |                                                                    |                                                                    |                                                                    |                                                                    |                                                                    |                                                                    |                                                                    |
| T8    | Séméac — Piscine ⥋ Tarbes — Verdun | Séméac — Piscine ⥋ Tarbes — Verdun                                 | Séméac — Piscine ⥋ Tarbes — Verdun                                 | Séméac — Piscine ⥋ Tarbes — Verdun                                 | Séméac — Piscine ⥋ Tarbes — Verdun                                 | Séméac — Piscine ⥋ Tarbes — Verdun                                 | Séméac — Piscine ⥋ Tarbes — Verdun                                 | Séméac — Piscine ⥋ Tarbes — Verdun                                 | Séméac — Piscine ⥋ Tarbes — Verdun                                 |
| T8    | Ouverture / Fermeture 17 octobre 2020 / — | Longueur —                                                         | Durée 20 min                                                       | Nb. d’arrêts 18                                                    | Matériel Standards                                                 | Jours de fonctionnement L, Ma, Me, J, V, S                         | Jour / Soir / Nuit / Fêtes O / N / N / N                           | Voy. / an —                                                        | Exploitant STAP Evadour                                            |
| T8    | Desserte : - Villes et lieux desservis : Séméac (Piscine, Mairie, Centre Léo Lagrange, Séméac - Intermarché), Tarbes (Foirail, Collège Desaix, Brauhauban, Verdun) - Gares desservies : Aucune |                                                                    |                                                                    |                                                                    |                                                                    |                                                                    |                                                                    |                                                                    |                                                                    |
| T8    | Autre : - Fréquences (Heures Pointe/ Heures Creuses) : HP 60 min / HC 60 min - Particularités : Desserte de l'arrêt Dallas du lundi au vendredi en période scolaire. Dernière mise à jour le 10 octobre 2020. |                                                                    |                                                                    |                                                                    |                                                                    |                                                                    |                                                                    |                                                                    |                                                                    |
| T8    | Dernière actualisation : — |                                                                    |                                                                    |                                                                    |                                                                    |                                                                    |                                                                    |                                                                    |                                                                    |
| T9    | Aureilhan — Aubépine ⥋ Tarbes — Verdun | Aureilhan — Aubépine ⥋ Tarbes — Verdun                             | Aureilhan — Aubépine ⥋ Tarbes — Verdun                             | Aureilhan — Aubépine ⥋ Tarbes — Verdun                             | Aureilhan — Aubépine ⥋ Tarbes — Verdun                             | Aureilhan — Aubépine ⥋ Tarbes — Verdun                             | Aureilhan — Aubépine ⥋ Tarbes — Verdun                             | Aureilhan — Aubépine ⥋ Tarbes — Verdun                             | Aureilhan — Aubépine ⥋ Tarbes — Verdun                             |
| T9    | Ouverture / Fermeture 17 octobre 2020 / — | Longueur —                                                         | Durée 38 min                                                       | Nb. d’arrêts 34                                                    | Matériel Standards                                                 | Jours de fonctionnement L, Ma, Me, J, V, S                         | Jour / Soir / Nuit / Fêtes O / N / N / N                           | Voy. / an —                                                        | Exploitant Keolis TLP                                              |
| T9    | Desserte : - Villes et lieux desservis : Aureilhan (Aubépine, Cimetière, Mairie, Poste, Collège Paul-Valéry, Maison de retraite, Bout du Pont), Tarbes (Marne, Marcadieu, Foirail, Collège Desaix, Brauhauban, Verdun) - Gares desservies : Aucune |                                                                    |                                                                    |                                                                    |                                                                    |                                                                    |                                                                    |                                                                    |                                                                    |
| T9    | Autre : - Fréquences (Heures Pointe/ Heures Creuses) : HP 25 min / HC 60 min - Particularités : Dernière mise à jour le 10 octobre 2020. |                                                                    |                                                                    |                                                                    |                                                                    |                                                                    |                                                                    |                                                                    |                                                                    |
| T9    | Dernière actualisation : — |                                                                    |                                                                    |                                                                    |                                                                    |                                                                    |                                                                    |                                                                    |                                                                    |
| T10   | Odos — Longchamps / Bouvreuils ⥋ Tarbes — Verdun | Odos — Longchamps / Bouvreuils ⥋ Tarbes — Verdun                   | Odos — Longchamps / Bouvreuils ⥋ Tarbes — Verdun                   | Odos — Longchamps / Bouvreuils ⥋ Tarbes — Verdun                   | Odos — Longchamps / Bouvreuils ⥋ Tarbes — Verdun                   | Odos — Longchamps / Bouvreuils ⥋ Tarbes — Verdun                   | Odos — Longchamps / Bouvreuils ⥋ Tarbes — Verdun                   | Odos — Longchamps / Bouvreuils ⥋ Tarbes — Verdun                   | Odos — Longchamps / Bouvreuils ⥋ Tarbes — Verdun                   |
| T10   | Ouverture / Fermeture 17 octobre 2020 / — | Longueur —                                                         | Durée 32 min                                                       | Nb. d’arrêts 30                                                    | Matériel Standards                                                 | Jours de fonctionnement L, Ma, Me, J, V, S                         | Jour / Soir / Nuit / Fêtes O / N / N / N                           | Voy. / an —                                                        | Exploitant Keolis TLP                                              |
| T10   | Desserte : - Villes et lieux desservis : Odos (Longchamps, Bouvreuils, Ecole, Mairie), Laloubère (Mairie, Hippodrome), Tarbes (Collège Victor-Hugo, Bigorre, Allées Leclerc, Verdun) - Gares desservies : Aucune |                                                                    |                                                                    |                                                                    |                                                                    |                                                                    |                                                                    |                                                                    |                                                                    |
| T10   | Autre : - Fréquences (Heures Pointe/ Heures Creuses) : HP 1 h / HC 3 h - Particularités : Dernière mise à jour le 10 octobre 2020. |                                                                    |                                                                    |                                                                    |                                                                    |                                                                    |                                                                    |                                                                    |                                                                    |
| T10   | Dernière actualisation : — |                                                                    |                                                                    |                                                                    |                                                                    |                                                                    |                                                                    |                                                                    |                                                                    |
| T11   | Bours — Mairie / Orleix — Leclerc ⥋ Tarbes — Verdun | Bours — Mairie / Orleix — Leclerc ⥋ Tarbes — Verdun                | Bours — Mairie / Orleix — Leclerc ⥋ Tarbes — Verdun                | Bours — Mairie / Orleix — Leclerc ⥋ Tarbes — Verdun                | Bours — Mairie / Orleix — Leclerc ⥋ Tarbes — Verdun                | Bours — Mairie / Orleix — Leclerc ⥋ Tarbes — Verdun                | Bours — Mairie / Orleix — Leclerc ⥋ Tarbes — Verdun                | Bours — Mairie / Orleix — Leclerc ⥋ Tarbes — Verdun                | Bours — Mairie / Orleix — Leclerc ⥋ Tarbes — Verdun                |
| T11   | Ouverture / Fermeture 17 octobre 2020 / — | Longueur —                                                         | Durée 37 min                                                       | Nb. d’arrêts 24                                                    | Matériel Standards                                                 | Jours de fonctionnement L, Ma, Me, J, V, S                         | Jour / Soir / Nuit / Fêtes O / N / N / N                           | Voy. / an —                                                        | Exploitant Keolis TLP                                              |
| T11   | Desserte : - Villes et lieux desservis : Bours (Mairie, École, Loubery), Orleix (Mairie, Stade, Centre Commercial), Aureilhan (Mairie, ECLA, Maison de retraite), Tarbes (Foirail, Collège Desaix, Brauhauban, Verdun) - Gares desservies : Gare de Tarbes |                                                                    |                                                                    |                                                                    |                                                                    |                                                                    |                                                                    |                                                                    |                                                                    |
| T11   | Autre : - Fréquences (Heures Pointe/ Heures Creuses) : HP 60 min / HC 60 min - Particularités : Dernière mise à jour le 10 octobre 2020. |                                                                    |                                                                    |                                                                    |                                                                    |                                                                    |                                                                    |                                                                    |                                                                    |
| T11   | Dernière actualisation : — |                                                                    |                                                                    |                                                                    |                                                                    |                                                                    |                                                                    |                                                                    |                                                                    |
| T12   | Barbazan-Debat — Église ⥋ Tarbes — Verdun | Barbazan-Debat — Église ⥋ Tarbes — Verdun                          | Barbazan-Debat — Église ⥋ Tarbes — Verdun                          | Barbazan-Debat — Église ⥋ Tarbes — Verdun                          | Barbazan-Debat — Église ⥋ Tarbes — Verdun                          | Barbazan-Debat — Église ⥋ Tarbes — Verdun                          | Barbazan-Debat — Église ⥋ Tarbes — Verdun                          | Barbazan-Debat — Église ⥋ Tarbes — Verdun                          | Barbazan-Debat — Église ⥋ Tarbes — Verdun                          |
| T12   | Ouverture / Fermeture 17 octobre 2020 / — | Longueur —                                                         | Durée 32 min                                                       | Nb. d’arrêts 25                                                    | Matériel Standards                                                 | Jours de fonctionnement L, Ma, Me, J, V, S                         | Jour / Soir / Nuit / Fêtes O / N / N / N                           | Voy. / an —                                                        | Exploitant Keolis TLP                                              |
| T12   | Desserte : - Villes et lieux desservis : Barbazan-Debat (Cassoulet, École, Église), Soues (Rebisclou, Mairie), Séméac (Alstom), Tarbes (Foirail, Collège Desaix, Brauhauban, Verdun) - Gares desservies : Aucune |                                                                    |                                                                    |                                                                    |                                                                    |                                                                    |                                                                    |                                                                    |                                                                    |
| T12   | Autre : - Fréquences (Heures Pointe/ Heures Creuses) : Matin, midi et soir - Particularités : Dernière mise à jour le 10 octobre 2020. |                                                                    |                                                                    |                                                                    |                                                                    |                                                                    |                                                                    |                                                                    |                                                                    |
| T12   | Dernière actualisation : — |                                                                    |                                                                    |                                                                    |                                                                    |                                                                    |                                                                    |                                                                    |                                                                    |
| T13   | Laloubère — Mairie ⥋ Tarbes — Verdun | Laloubère — Mairie ⥋ Tarbes — Verdun                               | Laloubère — Mairie ⥋ Tarbes — Verdun                               | Laloubère — Mairie ⥋ Tarbes — Verdun                               | Laloubère — Mairie ⥋ Tarbes — Verdun                               | Laloubère — Mairie ⥋ Tarbes — Verdun                               | Laloubère — Mairie ⥋ Tarbes — Verdun                               | Laloubère — Mairie ⥋ Tarbes — Verdun                               | Laloubère — Mairie ⥋ Tarbes — Verdun                               |
| T13   | Ouverture / Fermeture 17 octobre 2020 / — | Longueur —                                                         | Durée 19 min                                                       | Nb. d’arrêts 14                                                    | Matériel Standards                                                 | Jours de fonctionnement L, Ma, Me, J, V, S                         | Jour / Soir / Nuit / Fêtes O / N / N / N                           | Voy. / an —                                                        | Exploitant Keolis Pyrénées                                         |
| T13   | Desserte : - Villes et lieux desservis : Laloubère (Géant Casino, Mairie, Hippodrome), Tarbes (Collège Victor-Hugo, Bigorre, Allées Leclerc, Verdun) - Gares desservies : Aucune |                                                                    |                                                                    |                                                                    |                                                                    |                                                                    |                                                                    |                                                                    |                                                                    |
| T13   | Autre : - Fréquences (Heures Pointe/ Heures Creuses) : 4 A/R par jour - Particularités : Dernière mise à jour le 10 octobre 2020. |                                                                    |                                                                    |                                                                    |                                                                    |                                                                    |                                                                    |                                                                    |                                                                    |
| T13   | Dernière actualisation : — |                                                                    |                                                                    |                                                                    |                                                                    |                                                                    |                                                                    |                                                                    |                                                                    |

### Ligne Tarbes - Lourdes
| Ligne | Caractéristiques | Caractéristiques                             | Caractéristiques                             | Caractéristiques                             | Caractéristiques                             | Caractéristiques                             | Caractéristiques                             | Caractéristiques                             | Caractéristiques                             |
| TL    | Tarbes — Gare SNCF ⥋ Lourdes — Gare Routière | Tarbes — Gare SNCF ⥋ Lourdes — Gare Routière | Tarbes — Gare SNCF ⥋ Lourdes — Gare Routière | Tarbes — Gare SNCF ⥋ Lourdes — Gare Routière | Tarbes — Gare SNCF ⥋ Lourdes — Gare Routière | Tarbes — Gare SNCF ⥋ Lourdes — Gare Routière | Tarbes — Gare SNCF ⥋ Lourdes — Gare Routière | Tarbes — Gare SNCF ⥋ Lourdes — Gare Routière | Tarbes — Gare SNCF ⥋ Lourdes — Gare Routière |
| ----- | --- | -------------------------------------------- | -------------------------------------------- | -------------------------------------------- | -------------------------------------------- | -------------------------------------------- | -------------------------------------------- | -------------------------------------------- | -------------------------------------------- |
| TL    | Ouverture / Fermeture 17 octobre 2020 / — | Longueur —                                   | Durée 58 min                                 | Nb. d’arrêts 16                              | Matériel Autocars                            | Jours de fonctionnement L, Ma, Me, J, V, S   | Jour / Soir / Nuit / Fêtes O / O / N / N     | Voy. / an —                                  | Exploitant Keolis Pyrénées                   |
| TL    | Desserte : - Villes et lieux desservis : Tarbes (Gare SNCF, Verdun), Lourdes (Gare SNCF, Gare routière) - Gares desservies : Gare de Tarbes, Gare de Lourdes |                                              |                                              |                                              |                                              |                                              |                                              |                                              |                                              |
| TL    | Autre : - Fréquences (Heures Pointe/ Heures Creuses) : HP 30 min / HC 60 min - Particularités : Dernière mise à jour le 10 octobre 2020.                     |                                              |                                              |                                              |                                              |                                              |                                              |                                              |                                              |
| TL    | Dernière actualisation : — |                                              |                                              |                                              |                                              |                                              |                                              |                                              |                                              |

### Lignes de Lourdes
| Ligne | Caractéristiques | Caractéristiques                                                         | Caractéristiques                                                         | Caractéristiques                                                         | Caractéristiques                                                         | Caractéristiques                                                         | Caractéristiques                                                         | Caractéristiques                                                         | Caractéristiques                                                         |
| L1    | Lourdes — Ophite ⥋ Lourdes — Route de Julos | Lourdes — Ophite ⥋ Lourdes — Route de Julos                              | Lourdes — Ophite ⥋ Lourdes — Route de Julos                              | Lourdes — Ophite ⥋ Lourdes — Route de Julos                              | Lourdes — Ophite ⥋ Lourdes — Route de Julos                              | Lourdes — Ophite ⥋ Lourdes — Route de Julos                              | Lourdes — Ophite ⥋ Lourdes — Route de Julos                              | Lourdes — Ophite ⥋ Lourdes — Route de Julos                              | Lourdes — Ophite ⥋ Lourdes — Route de Julos                              |
| ----- | --- | ------------------------------------------------------------------------ | ------------------------------------------------------------------------ | ------------------------------------------------------------------------ | ------------------------------------------------------------------------ | ------------------------------------------------------------------------ | ------------------------------------------------------------------------ | ------------------------------------------------------------------------ | ------------------------------------------------------------------------ |
| L1    | Ouverture / Fermeture 17 octobre 2020 / — | Longueur —                                                               | Durée 25 min                                                             | Nb. d’arrêts 19                                                          | Matériel Midibus                                                         | Jours de fonctionnement L, Ma, Me, J, V, S                               | Jour / Soir / Nuit / Fêtes O / N / N / N                                 | Voy. / an —                                                              | Exploitant CarAlliance ACTL                                              |
| L1    | Desserte : - Villes et lieux desservis : Lourdes (Ophite, Pic du Jer, Gare routière, Halles, Office du tourisme, Centre Hospitalier, Gare SNCF, Piscine, Lidl, E.Leclerc, Moulin du Monge, Route de Julos) - Gares desservies : Gare de Lourdes                                                                                       |                                                                          |                                                                          |                                                                          |                                                                          |                                                                          |                                                                          |                                                                          |                                                                          |
| L1    | Autre : - Fréquences (Heures Pointe/ Heures Creuses) : HP 60 min / HC 60 min - Particularités : Dernière mise à jour le 10 octobre 2020. |                                                                          |                                                                          |                                                                          |                                                                          |                                                                          |                                                                          |                                                                          |                                                                          |
| L1    | Dernière actualisation : — |                                                                          |                                                                          |                                                                          |                                                                          |                                                                          |                                                                          |                                                                          |                                                                          |
| L2    | Poueyferré — Mairie / Lourdes — Lac de Lourdes ⥋ Lourdes — Gare Routière | Poueyferré — Mairie / Lourdes — Lac de Lourdes ⥋ Lourdes — Gare Routière | Poueyferré — Mairie / Lourdes — Lac de Lourdes ⥋ Lourdes — Gare Routière | Poueyferré — Mairie / Lourdes — Lac de Lourdes ⥋ Lourdes — Gare Routière | Poueyferré — Mairie / Lourdes — Lac de Lourdes ⥋ Lourdes — Gare Routière | Poueyferré — Mairie / Lourdes — Lac de Lourdes ⥋ Lourdes — Gare Routière | Poueyferré — Mairie / Lourdes — Lac de Lourdes ⥋ Lourdes — Gare Routière | Poueyferré — Mairie / Lourdes — Lac de Lourdes ⥋ Lourdes — Gare Routière | Poueyferré — Mairie / Lourdes — Lac de Lourdes ⥋ Lourdes — Gare Routière |
| L2    | Ouverture / Fermeture 17 octobre 2020 / — | Longueur —                                                               | Durée 23 min                                                             | Nb. d’arrêts 22                                                          | Matériel Midibus                                                         | Jours de fonctionnement L, Ma, Me, J, V, S                               | Jour / Soir / Nuit / Fêtes O / N / N / N                                 | Voy. / an —                                                              | Exploitant CarAlliance ACTL                                              |
| L2    | Desserte : - Villes et lieux desservis : Poueyferré (Mairie, Camping), Lourdes (Lac de Lourdes, Biscaye, Lannedarré, Palais des sports, Gare SNCF, Centre Hospitalier, Office de tourisme, Halles, Gare routière) - Gares desservies : Gare de Lourdes                                                                                |                                                                          |                                                                          |                                                                          |                                                                          |                                                                          |                                                                          |                                                                          |                                                                          |
| L2    | Autre : - Fréquences (Heures Pointe/ Heures Creuses) : HP 60 min / HC 60 min - Particularités : Dernière mise à jour le 10 octobre 2020. |                                                                          |                                                                          |                                                                          |                                                                          |                                                                          |                                                                          |                                                                          |                                                                          |
| L2    | Dernière actualisation : — |                                                                          |                                                                          |                                                                          |                                                                          |                                                                          |                                                                          |                                                                          |                                                                          |
| L3    | Lourdes — Cabicoun ⥋ Lourdes — Chantecler | Lourdes — Cabicoun ⥋ Lourdes — Chantecler                                | Lourdes — Cabicoun ⥋ Lourdes — Chantecler                                | Lourdes — Cabicoun ⥋ Lourdes — Chantecler                                | Lourdes — Cabicoun ⥋ Lourdes — Chantecler                                | Lourdes — Cabicoun ⥋ Lourdes — Chantecler                                | Lourdes — Cabicoun ⥋ Lourdes — Chantecler                                | Lourdes — Cabicoun ⥋ Lourdes — Chantecler                                | Lourdes — Cabicoun ⥋ Lourdes — Chantecler                                |
| L3    | Ouverture / Fermeture 17 octobre 2020 / — | Longueur —                                                               | Durée 30 min                                                             | Nb. d’arrêts 19                                                          | Matériel Midibus                                                         | Jours de fonctionnement L, Ma, Me, J, V, S                               | Jour / Soir / Nuit / Fêtes O / N / N / N                                 | Voy. / an —                                                              | Exploitant CarAlliance ACTL                                              |
| L3    | Desserte : - Villes et lieux desservis : Lourdes (Cabicoun, Lycée Sarsan, Anclades, Gendarmerie, Toupnot, Gare SNCF, Lapacca, Gare routière, Chantecler) - Gares desservies : Gare de Lourdes |                                                                          |                                                                          |                                                                          |                                                                          |                                                                          |                                                                          |                                                                          |                                                                          |
| L3    | Autre : - Fréquences (Heures Pointe/ Heures Creuses) : HP 60 min / HC 60 min - Particularités : - Flexo montée : Les arrêts Carrel et Callet sont desservis par réservation téléphonique. - Flexo descente : Les arrêts Carrel et Callet sont desservis sur simple indication au conducteur. Dernière mise à jour le 10 octobre 2020. |                                                                          |                                                                          |                                                                          |                                                                          |                                                                          |                                                                          |                                                                          |                                                                          |
| L3    | Dernière actualisation : — |                                                                          |                                                                          |                                                                          |                                                                          |                                                                          |                                                                          |                                                                          |                                                                          |

## Parc de véhicules
En janvier 2025, le parc d'autobus du réseau TLP Mobilités est composé de 69 véhicules dont 25 bus standards, 15 midibus, 6 minibus et 23 autocars. Au sein de cette flotte, 4 bus fonctionnent à l'électrique, les autres véhicules sont équipés de hybride Diesel-électrique et les autres véhicules sont équipés de moteurs Diesel.

### Bus standards
| Constructeur  | Modèle           | Nombre | Numéros de parc | Période de mise en service      | Affectation                                | Exploitant                     | Observation |
| ------------- | ---------------- | ------ | --------------- | ------------------------------- | ------------------------------------------ | ------------------------------ | ----------- |
| Alstom        | Aptis            | 1      | 100             | Janvier 2021                    | T1                                         | Keolis Tarbes Lourdes Pyrénées | –           |
| Mercedes-Benz | Citaro Facelift  | 5      | 58, 61-63, 74   | Entre mai 2008 à août 2013      | T1 T2 T3 T4 T5 T6 T7 T8 T9 T10 T11 T12 T13 | Keolis Tarbes Lourdes Pyrénées | –           |
| Mercedes-Benz | Citaro C2        | 4      | 25, 81-83       | Entre avril 2014 à juillet 2016 | T1 T2 T3 T4 T5 T6 T7 T8 T9 T10 T11 T12 T13 | Keolis Tarbes Lourdes Pyrénées | –           |
| Mercedes-Benz | Citaro C2 Hybrid | 15     | 01-13, 21, 26   | Entre mai 2019 à août 2024      | T1 T2 T3 T4 T5 T6 T7 T8 T9 T10 T11 T12 T13 | Keolis Tarbes Lourdes Pyrénées | –           |

### Midibus
| Constructeur  | Modèle             | Nombre | Numéros de parc | Période de mise en service      | Affectation | Exploitant                     | Observation |
| ------------- | ------------------ | ------ | --------------- | ------------------------------- | ----------- | ------------------------------ | ----------- |
| Heuliez Bus   | GX 127             | 5      | 59-60, 67-69    | Entre mai 2012 et juillet 2013  | L1 L2 L3 L5 | CarAlliance ACTL               | –           |
| Mercedes-Benz | Citaro K           | 4      | 54-56, 64       | Entre janvier 2008 et mars 2010 | L1 L2 L3 L5 | CarAlliance ACTL               | –           |
| Mercedes-Benz | Citaro K C2        | 1      | 37              | Janvier 2023                    | L1 L2 L3 L5 | Keolis Tarbes Lourdes Pyrénées | –           |
| Mercedes-Benz | Citaro K C2 Hybrid | 5      | 16-20           | Décembre 2020                   | L1 L2 L3 L5 | Keolis Tarbes Lourdes Pyrénées | –           |

### Minibus
| Constructeur | Modèle      | Nombre | Numéros de parc | Période de mise en service           | Affectation | Exploitant                     | Observation |
| ------------ | ----------- | ------ | --------------- | ------------------------------------ | ----------- | ------------------------------ | ----------- |
| Dietrich     | City 21     | 3      | 70, 72-73       | Entre septembre 2012 et juillet 2013 | NCV         | Keolis Tarbes Lourdes Pyrénées | –           |
| Gruau        | Electron II | 3      | 78-80           | Janvier 2014                         | NM          | Keolis Tarbes Lourdes Pyrénées | –           |

### Autocars
| Constructeur  | Modèle        | Nombre | Numéros de parc            | Période de mise en service             | Affectation        | Exploitant      | Observation |
| ------------- | ------------- | ------ | -------------------------- | -------------------------------------- | ------------------ | --------------- | ----------- |
| Irisbus       | Crossway      | 3      | 411, 414 + 1 inconnu       | Entre février 2009 et août 2013        | TL TLP + Scolaires | Keolis Pyrénées | –           |
| Iveco Bus     | Crossway Line | 6      | 420-421, 424-427, 429, 431 | Décembre 2015                          | TL TLP + Scolaires | Keolis Pyrénées | –           |
| Mercedes-Benz | Intouro II    | 2      | 18, 20                     | Février 2017                           | TL TLP + Scolaires | Keolis Pyrénées | –           |
| Mercedes-Benz | Intouro II L  | 8      | 10-12, 14-17, 21           | Août 2014                              | TL TLP + Scolaires | Keolis Pyrénées | –           |
| Mercedes-Benz | Intouro II M  | 2      | 184, 190                   | Entre septembre 2010 et septembre 2011 | TL TLP + Scolaires | Keolis Pyrénées | –           |
| Mercedes-Benz | Intouro II ME | 2      | 187, 191                   | Entre juillet 2010 et avril 2012       | TL TLP + Scolaires | Keolis Pyrénées | –           |

### Dépôts
- Le dépôt de Keolis Tarbes Lourdes Pyrénées est situé au Centre Kennedy, Rue Jean-Loup Chrétien, 65000 Tarbes
- Le dépôt de Keolis Pyrénées est situé Route de Pau, 65420 Ibos
- Le dépôt de CarAlliance ACTL est situé Rue Ampère, 65100 Lourdes